# Плато Онтонг-Ява
3°3′ пд. ш. 160°23′ сх. д. / 3.050° пд. ш. 160.383° сх. д.
Плато Онтонг-Ява — велике океанічне плато, розташоване в Тихому океані на північ від Соломонових островів. Плато має площу близько 2 мільйонів км², що можна порівняти з розмірами Аляски, його потужність досягає 30 км. Плато має вулканічне походження і складається переважно з базальтів. Плато, разом з деякими іншими утвореннями, є частиною однієї великої трапової провінції, вилив якої сформувало плато Онтонг-Ява і стало одним з найбільших вулканічних вивержень на Землі за останні 300 млн років. Було викинути до 100 мільйонів км³ магми, яка покрила близько 1% поверхні Землі.
Плато Онтонг-Ява сформувалося 120 - 125 млн років тому, центр мантійного плюма названо Луїсвілльською гарячою точкою. Час формування плато відповідає початку крейдяної океанічної аноксичної події.
Більшість порід, що складають плато, датовані нижньою крейдою (125 - 119 млн років тому), але також є сліди вторинного вулканізму, що стався за 20 - 40 млн років, в епоху верхньої крейди.
Це плато було сформовано під водами Тихого океану, і в основному все ще знаходиться під водою, хоча зіткнення Соломонових островів з плато Онтонг-Ява підняло частину цього плато, включаючи острови Сан-Крістобаль, Малаїта і північну половину острова Санта-Ісабель, над рівнем моря. Плато має декілька великих підводних гірських утворень, одне з яких утворює атол Онтонг-Джава.

## Ресурси Інтернету
- Large Igneous Provinces: Ontong Java Plateau, Клайв Нил, университет Нотр-Дама.